# روس جونسون (سياسي)
روس جونسون (بالإنجليزية: Ross Johnson)‏ هو سياسي أمريكي، ولد في 28 سبتمبر 1939، وتوفي في 16 أغسطس 2017 بسبب سرطان. حزبياً، نشط في الحزب الجمهوري. وقد انتخب عضو مجلس ولاية كاليفورنيا وانتخب عضو جمعية ولاية كاليفورنيا.